# Lorenzo Pellegrini
Lorenzo Pellegrini (Róma, 1996. június 19. –) olasz válogatott labdarúgó, az AS Roma játékosa.

## Pályafutása

### Klubcsapatban
Pellegrini Rómában született, fiatal korában szívritmuszavarban szenvdett, és csak kilenc évesen csatlakozott az AS Roma akadémiájához. 18 évesen mutatkozott be a felnőttek között egy AC Cesena elleni bajnokin, amikor Rudi Garcia Salih Uçan cseréjeként küldte pályára az 1-0-s győzelem alkalmával.
2015. június 30-án 1 250 000 euró ellenében igazolt a Sassuolo csapatához. A szerződése tartalmazott egy záradékot, miszerint a római klub a jövőben visszavásárolhatja Pellegrinit 8-10 millió euró ellenében. Új csapatában november 8-án debütált a Carpi elleni 1-0-ra megnyert bajnokin. A következő hónapban a Sampdoria ellen 3-0-s győzelmet hozó találkozón első gólját is megszerezte. A szezonban 19 bajnokin és egy kupamérkőzésen kapott lehetőséget és három gólt szerzett. A 2016-17-es szezon során a Pellegrini lett a legfiatalabb játékos, aki 10 pontot szerzett egyetlen idény alatt az úgynevezett kanadai táblázatban, miután 2017. április 10-ig hat gólt és négy gólpasszt jegyzett.
2017. június 30-án az AS Roma 10 000 000 euróért visszavásárolta Pellegrini játékjogát.

### Válogatottban
Az olasz válogatottban  a San Marino elleni 8–0-s győzelem alkalmával mutatkozott be 2017. május 31-én. Luigi Di Biagio meghívta az olasz U21-es válogatott keretébe a 2017-es U21-es Európa-bajnokságra, ahol Pellegrini a Dánia elleni csoportmérkőzésen gólt is szerzett az elődöntőbe jutó csapatban. Két évvel később ismét részt vett az U21-es labdarúgó-Európa-bajnokságon. 2017. május 31-én mutatkozott be a felnőtt válogatottban San Marino ellen. 2019. szeptember 5-én fejesből szerezte meg első gólját az örmény válogatott ellen 3–1-re megnyert 2020-as labdarúgó-Európa-bajnokság selejtező mérkőzésén.
2024. június 6-án bekerült a 2024-es labdarúgó-Európa-bajnokságra utazó végleges keretbe.

## Statisztika

### Klub
2021. március 21-én frissítve.
| Klub           | Szezon         | Bajnokság      | Bajnokság     | Bajnokság | Kupa          | Kupa  | Nemzetközi kupa | Nemzetközi kupa | Egyéb         | Egyéb | Összesen      | Összesen |
| Klub           | Szezon         |                | Pályára lépés | Gólok     | Pályára lépés | Gólok | Pályára lépés   | Gólok           | Pályára lépés | Gólok | Pályára lépés | Gólok    |
| -------------- | -------------- | -------------- | ------------- | --------- | ------------- | ----- | --------------- | --------------- | ------------- | ----- | ------------- | -------- |
| Roma           | 2014–15        | Serie A        | 1             | 0         | 0             | 0     | 0               | 0               | —             | —     | 1             | 0        |
| Roma           | Összesen       | Összesen       | 1             | 0         | 0             | 0     | 0               | 0               | 0             | 0     | 1             | 0        |
| Sassuolo       | 2015–16        | Serie A        | 19            | 3         | 1             | 0     | —               | —               | —             | —     | 20            | 3        |
| Sassuolo       | 2016–17        | Serie A        | 28            | 6         | 1             | 1     | 5               | 1               | —             | —     | 34            | 8        |
| Sassuolo       | Összesen       | Összesen       | 47            | 9         | 2             | 1     | 5               | 1               | 0             | 0     | 54            | 11       |
| AS Roma        | 2017–18        | Serie A        | 28            | 3         | 1             | 0     | 8               | 0               | —             | —     | 37            | 3        |
| AS Roma        | 2018–19        | Serie A        | 25            | 2         | 2             | 0     | 6               | 1               | —             | —     | 33            | 3        |
| AS Roma        | 2019–20        | Serie A        | 27            | 1         | 2             | 2     | 5               | 0               | —             | —     | 34            | 3        |
| AS Roma        | 2020–21        | Serie A        | 27            | 4         | 1             | 1     | 8               | 1               | —             | —     | 36            | 6        |
| AS Roma        | Összesen       | Összesen       | 107           | 10        | 6             | 3     | 27              | 2               | 0             | 0     | 140           | 15       |
| Karrier összes | Karrier összes | Karrier összes | 155           | 19        | 8             | 4     | 32              | 3               | 0             | 0     | 195           | 26       |

### Válogatott
2020. október 14-én frissítve.
| Válogatott  | Év       | Pályára lépés | Gólok |
| ----------- | -------- | ------------- | ----- |
| Olaszország |          |               |       |
| 2017        | 1        | 0             |       |
| 2018        | 8        | 0             |       |
| 2019        | 3        | 1             |       |
| 2021        | 3        | 1             |       |
| Összesen    | Összesen | 15            | 2     |

### Góljai a válogatottban
| # | Dátum               | Helyszín                                                    | Ellenfél     | Gól | Végeredmény | Kiírás                                       |
| - | ------------------- | ----------------------------------------------------------- | ------------ | --- | ----------- | -------------------------------------------- |
| 1 | 2019. szeptember 5. | Hrazdan Stadion Köztársasági Stadion, Jereván, Örményország | Örményország | 2–1 | 3–1         | 2020-as labdarúgó-Európa-bajnokság selejtező |
| 2 | 2020. október 14.   | Atleti Azzurri d’Italia Stadion, Bergamo, Olaszország       | Hollandia    | 1–0 | 1–1         | 2020–2021-es UEFA Nemzetek Ligája (A liga)   |

## Sikerei, díjai
- AS Roma
  - UEFA Konferencia Liga: 2021–22